# ルーセントハート
『ルーセントハート』は、多人数同時参加型のオンラインゲームである。PlayCooが開発し、ガマニアが運営を行っている。略称は「ルーハー」。2008年、WebMoney Award 2008にて、Best Game賞とBest Rookie賞の2冠を受賞した。
2017年4月26日をもってサービスの提供を終了した。

## 概要
ファンタジーの世界観を基調とした無料3D MMORPG。プレイヤーは、星の使徒となって女神・テイアを復活させる事が目的である。
日本では、2008年8月27日から2017年4月26日まで『ガマニア』（現：エイジ）によって運営されていた。
キャラクター作成時に入力する生年月日から占いが出来る等、多彩なシステムが盛り込まれている。

## あらすじ
大昔、星が無かったこの世界に、聖界の女神・テイアと暗黒界の女神・カデナが存在した。カデナは、テイアが持つ聖なる力・ルーセントハートを得るべく、聖界を侵略しようとした事から、壮絶な戦いが起きた。その戦いは400年に渡った末、テイアが勝利し、カデナを「星盤」の力によって封印し、星の使徒を暗黒界に送り、新世界・アカディアに創り変えた。
アカディアは、強力な魔力と優れた科学で繁栄され、女神・テイアを敬う平和な世界となった。その時代は長く続いたが、いつしか人間達は女神に対する信仰心や敬う心を次第に失い、両女神の戦いを忘れていった。そして、欲望や疑惑、裏切りなどが頻繁に起こり、人々は憎しみ争うようになる。その悪心に共鳴・反応して、封印されていたカデナは徐々に復活の為の力を回復していき、アカディアには無数のモンスターが現れ始め、人々を襲い始めた。
悲しみに暮れたテイアは星々を創造し、それらは星座となった。星座はあらゆる形を模し、その大きな輝きをもってアカディアを照らし、モンスターの活動を抑制する。テイアは、アカディアを再び平和な世界に戻す為、星の使徒を人間界へと送り込むが、力を使い果たした事で、テイアは深い眠りについてしまう。こうして、星の使徒は女神・テイアを目覚めさせ、世界を救うべく、冒険を始める。

## キャラクター

### 女神
ここで紹介する女神はゲーム内NPCとしては登場していない。
テイア
女神カデナと400年間の戦いを繰り広げ、勝利した聖界を統治する女神。聖なる力・ルーセントハートを用い、新世界・アカディアを創造した。現在は、その力を使い果たし、深い眠りについている。
カデナ
女神テイアと400年間の戦いを繰り広げ、敗北した暗黒界を統治する女神。ルーセントハートを得ようと聖界を侵略したものの、テイアに倒され、「星盤」の力により封印されたが、人々の悪心に共鳴・反応し、復活の為の力を回復させている。イベントではたまに登場し、アカディアの世界を奪い取ろうと魔物をアカディアに何度か送り込んでいる。
ヘカテー
巨人族が信仰している女神。ヘラクレスの丘にいるギガンテスから語られるが、詳細不明。
ミューズ
古の遺跡にいるブルタルハンターから語られる女神。詳細不明。

### 職業
キャラクターのレベルを上げることにより上位ランクの職業を選択することができる。レベルの条件は1次転職がレベル4、2次転職がレベル10、3次転職がレベル36である。
ビギナー(Beginner)
全てのプレイヤーはこの職業から始まり、レベル4で1次職に転職することが出来る。
ファイター(Fighter)　1次職
近距離攻撃の職業。2次転職で近距離型のナイトと遠距離型のガンナーを選択できる。
メイジ(Mage)　1次職
魔法攻撃の職業。2次転職で攻撃型のマジシャンと回復型のプリーストを選択できる。
ナイト(Knight)　2次職
近距離攻撃の職業。3次転職で防御／支援型のテンプルナイトと攻撃型のパラディンを選択できる。
ガンナー(Gunner)　2次職
遠距離攻撃の職業。3次転職で支援型のレンジャーと攻撃型のスナイパーを選択できる。
マジシャン(Magician)　2次職
魔法攻撃の職業。3次転職で支援型のソーサラーと攻撃型のウィザードを選択できる。
プリースト(Priest)　2次職
魔法攻撃の職業。3次転職で回復型のビショップと支援型のプロフィットを選択できる。
パラディン(Paladin)　3次職
近距離攻撃の職業。ナイト時代のスキルがさらに伸びていく。新たな習得可能スキルは主に攻撃系。
　高いHPと攻撃力を誇る、攻撃力はテンプルナイトを上回る
テンプルナイト(Temple knight)　3次職
近距離攻撃の職業。ナイト時代のスキルは一部を除き伸びなくなる。新たな習得可能スキルは主に補助系。
　HPはパラディンに劣るが、ブロック率上昇スキルにより総合的な耐久力はパラディンを上回る。
レンジャー(Ranger)　3次職
遠距離攻撃の職業。ガンナー時代のスキルもある程度伸びていく。新たな習得可能スキルは主に補助・状態異常系。
スナイパー(Sniper)　3次職
遠距離攻撃の職業。ガンナー時代のスキルがさらに伸びていく。新たな習得可能スキルは主に攻撃・状態異常系。
ソーサラー(Sorcerer)　3次職
魔法攻撃の職業。マジシャン時代のスキルはまったく伸びなくなる。新たな習得可能スキルは主に攻撃・補助系。
ウィザード(Wizard)　3次職
魔法攻撃の職業。マジシャン時代のスキルがさらに伸びていく。新たな習得可能スキルは主に攻撃・状態異常系。
ビショップ(Bishop)　3次職
魔法攻撃の職業。プリースト時代のスキルがさらに伸びていく。新たな習得可能スキルは主に回復・補助系。
プロフィット(Prophet)　3次職
魔法攻撃の職業。プリースト時代のスキルもある程度伸びていく。新たな習得可能スキルは主に攻撃・回復・補助系。

## ラビリンスシステム
ラビリンスシステムとは、特定のフィールドにある「星石召喚台」に赤／黄／青、3種類の星石をはめ込むことによって複雑な迷宮を生成（＝召喚）するシステムである。
召喚された迷宮に侵入することができるのは星石を使用した召喚主、及び召喚時点で同じパーティに所属する者（召喚後にパーティを抜けた場合も侵入可能）のみである。
ラビリンス攻略によって得られる経験値やアイテムは、フィールドやクエストで得られるそれらに比すると高価値（もちろん例外もある）の為、プレイヤーキャラクターのLvが高くなるにつれてプレイ時間に対するラビリンス攻略の比率は高くなる傾向がある。
また、ラビリンスとほぼ同義ではあるが星石を使用せずに生成、侵入することが可能な「ダンジョン」と呼ばれているものも各地に存在している。
ダンジョンは生成時に侵入箇所を決定、それによってモンスターやマップ、宝箱の配置が一定となっているのがラビリンスとの大きな違いである。主にクエスト達成の目標として侵入することになるが、中レベル以降のダンジョンではラビリンスと比しても遜色ない貴重なアイテムや高経験値が得られる為、ラビリンスの代替として足繁く通うプレイヤーも存在する。

## ダンスユニット
公式のダンスユニットとして「ぷりますてら」と「シューティングスター」の2つのグループが存在し、オフィシャルサイトが公開されていた。
なお、ぷりますてらはTwitterを用いてつぶやかれていた。

## サーバー
サーバーは、アトリア、スピカ、カペラの3種類に分割していた。かつて存在したレグルスサーバーは、2011年10月17日にアトリアサーバーへ統合された。
初心者向けへのサーバーはスピカサーバーの３ｃｈである

## コラボ参加
- 桃色大戦ぱいろん - 2009年 キャンペーン 全4回
- EXIT TUNES - 2010年 ダンスシステムの楽曲
- THE KING OF FIGHTERS XIII - 2010年 アバターアイテム・壁紙
- とある魔術の禁書目録Ⅱ - 2011年 キャンペーン 全5回
- プロアクティブ - 2011年 限定アバターセット
- 小桃音まい - 2011年 キャンペーン 全3回
- ゆうきゆうメンタルクリニック - 2012年 「ほしとも」の恋愛相談室
- Starry☆Sky・アルカナ・ファミリア - 2012年 ダンスシステムの楽曲
- ATELIER-PIERROT - 2012年 キャンペーン 全2回
- ファンタジスタドール - 2013年 キャンペーン 全5回
- Nile Perch - 2013年 キャンペーン 全2回
- Bad Little Boo - 2013年 限定アバターセット